# Arena Kombëtare
Arena Kombëtare (phát âm [aɾɛna komˈbətaɾɛ]; được gọi là Sân vận động Air Albania vì lý do tài trợ) là một sân vận động bóng đá đa năng toàn chỗ ngồi nằm ở thủ đô Tirana của Albania. Sân được xây dựng trên nền đất của Sân vận động Qemal Stafa cũ. Với sức chứa 21.690 chỗ ngồi, đây là sân vận động lớn nhất ở Albania.
Sân vận động này thuộc sở hữu của Hiệp hội bóng đá Albania (FSHF) và Nhà nước Albania thông qua Shoqëria Sportive Kuq e Zi Sh.A, một công ty con được thành lập với mục đích xây dựng, quản lý và bảo trì sân.
Được thiết kế bởi Marco Casamonti của Archea Associati, cấu trúc của sân là một hình thức đa diện đặc biệt (hình chữ nhật 8 mặt) để mỗi bên cho phép tiếp cận các chức năng riêng biệt. Ở một góc của sân vận động có một tòa tháp cao 112 mét (24 tầng). Mỗi khán đài đều có các cửa vào khác nhau để xác định người dùng của các khu vực khác nhau, chẳng hạn như tháp khách sạn, khu vực mua sắm và khán giả sân vận động.
Vào tháng 5 năm 2022, sân vận động đã tổ chức trận chung kết Europa Conference League đầu tiên giữa AS Roma và Feyenoord Rotterdam.

## Vị trí
Sân vận động nằm ở trung tâm thành phố thủ đô Tirana. Chính xác là trên Quảng trường Italia nằm cạnh một trong hai quảng trường chính của thành phố, Quảng trường Mẹ Teresa, được đặt theo tên của Thánh Teresa sinh ra ở Albania. Cả hai quảng trường đều nằm ở cuối phía nam của Đại lộ Dëshmorët e Kombit, ở phía đó được giới hạn trong tòa nhà của Đại học Tirana và Công viên Lớn của thành phố. Toàn bộ khu vực, bao gồm Sân vận động Qemal Stafa cũ, được hình thành và xây dựng trong Vương quốc Albania và sau đó trong thời kỳ Ý chiếm đóng bởi các kiến trúc sư và nhà quy hoạch đô thị Gherardo Bosio, Armando Brasini và Florestano Di Fausto. Sân vận động được bao quanh bởi các tòa nhà công cộng khác như Đại học Tirana, Cung điện Quốc hội, Bảo tàng Khảo cổ học, Đại học Nghệ thuật, Dinh tổng thống, v.v.

## Lịch sử

### Lập kế hoạch và nỗ lực
Trong hơn 60 năm kể từ khi được xây dựng, Sân vận động Qemal Stafa từng là sân vận động chính ở Albania, sân nhà của đội tuyển bóng đá quốc gia Albania, cũng như là sân nhà của một số giải đấu điền kinh và các sự kiện khác. Sau khi xuống cấp trong nhiều năm, vào khoảng những năm 2010, Hiệp hội bóng đá Albania (FSHF) và chính phủ Albania bắt đầu thảo luận về khả năng cải tạo cơ sở hoặc nếu không thể, xây dựng một sân vận động mới ở cùng một địa điểm. Chính phủ và FSHF đã đi đến một thỏa thuận thành lập một liên doanh để xử lý việc đấu thầu, xây dựng và sau đó là quản lý sân vận động mới, với điều kiện điểm đến của cơ sở thể thao không được thay đổi. Vì vậy, vào ngày 26 tháng 3 năm 2011, Qëndra Sporti Kuq e Zi Sh.A được thành lập với 70% cổ phần thuộc về FSHF và 25% cho Chính phủ Albania thông qua Bộ Thể thao.
Vào ngày 19 tháng 10 năm 2010, Thủ tướng Albania Sali Berisha sau cuộc họp với Chủ tịch UEFA Michel Platini, đã tuyên bố rằng chính phủ đang xem xét nghiêm túc việc xây dựng một sân vận động mới. Ngay sau đó, tại cuộc họp của Hội đồng Bộ trưởng vào ngày 2 tháng 2 năm 2011, một quyết định đã được đưa ra cho Lễ kỷ niệm 100 năm Ngày Độc lập của Albania, diễn ra vào năm 2012, một sân vận động quốc gia mới sẽ được xây dựng ở Tirana. Fenwick Iribarren Architects đã được giao nhiệm vụ thiết kế sân vận động mới. Dự án đã hình dung ra việc xây dựng một sân vận động có 33.000 chỗ ngồi với mặt tiền bên ngoài đại diện cho đường biên giới của nước Albania và màu cờ của nó. Nhưng nó đã không bao giờ đi trước khi thực hiện dự án, vì nó quá đắt đối với ngân sách nhà nước, vốn sẽ trang trải phần lớn chi phí xây dựng.
Vào tháng 11 năm 2013, Chủ tịch của FSHF, Armand Duka tuyên bố rằng UEFA sẽ không còn cho phép các giải đấu châu Âu như UEFA Champions League, UEFA Europa League và các giải đấu quốc tế khác được tổ chức tại Sân vận động Qemal Stafa hoặc bất kỳ sân vận động nào khác ở Albania vì cả hai đều không không đáp ứng các tiêu chuẩn của UEFA. Do đó, đội tuyển quốc gia Albania và các đội bóng của Giải bóng đá vô địch quốc gia Albania tham dự các giải đấu quốc tế đã mạo hiểm thi đấu ở nước ngoài. Ngay sau đó, FSHF hợp tác với chính phủ mới được bầu, đã thực hiện các bước để tài trợ cho việc xây dựng lại sân vận động Elbasan Arena để tránh án phạt của UEFA, do đó dành thời gian cho việc xây dựng một sân vận động quốc gia mới ở Tirana.
Nỗ lực đã được thực hiện trở lại vào năm 2015, nhưng lần này là thử các hình thức tài chính mới mà không tạo gánh nặng cho ngân sách nhà nước. Công ty Ý Serenissima Costruzioni phối hợp với MANICA Architecture và Progetto CMR với tư cách là nhà thiết kế, đã trình bày dự án của mình cho sân vận động. Dự án đã hình dung việc chuyển giao quyền sở hữu tất cả các không gian phi thể thao và thương mại có lợi cho công ty, cũng như việc xây dựng một tòa tháp ở một bên của sân vận động cũng sẽ thuộc sở hữu của công ty. Nỗ lực này cũng thất bại trong quá trình đàm phán giữa chính phủ và nhà đầu tư vì công ty yêu cầu chính phủ bảo lãnh ngân hàng cho các khoản vay mà công ty sẽ có được trong quá trình xây dựng.
Vào ngày 22 tháng 5 năm 2016 sau khi sân vận động trước đó đã bị loại khỏi UEFA do không tuân thủ các tiêu chuẩn, trận đấu cuối cùng giữa FK Kukësi và KF Laçi hợp lệ cho trận Chung kết Cúp bóng đá Albania đã được diễn ra tại Sân vận động Qemal Stafa trước khi đóng cửa cuối cùng cho đến khi sân vận động mới bắt đầu xây dựng.

### Nỗ lực cuối cùng và đấu thầu
Một nỗ lực cuối cùng đã được thực hiện vào tháng sau bằng cách mở lại thư mời đấu thầu, với AlbStar Sh.p.k đưa ra một đề nghị cụ thể. So với các dự án trước, AlbStar đã trình bày một dự án mới với sức chứa giảm xuống còn 22.500 chỗ ngồi và là sân vận động toàn chỗ ngồi, cũng hình dung ra một tòa tháp ở một góc của cấu trúc sân vận động. Dự án được thiết kế bởi kiến trúc sư Florentine Marco Casamonti của Archea Associati, người đã hình dung ra một sân vận động hình chữ nhật 8 mặt được giới hạn bởi một đường cong. Hình thức sân vận động như vậy gắn liền với biểu tượng của bản đồ Albania có hình chữ nhật tương tự từ bắc xuống nam với một số vết cắt cong ở các cực đông bắc, tây bắc, đông nam và tây nam của đất nước. Mặt tiền bên ngoài được bao phủ bởi các tấm kim loại màu đen và đỏ kết hợp chúng với việc sử dụng kính trên toàn bộ mặt tiền, bao gồm cả tòa tháp. Các tấm kim loại có dạng hình tam giác cong, cách điệu với một số hình dạng gợi nhớ đến thảm truyền thống của Albania. Bản thân tháp cao 112 mét và nó phù hợp với đường cong của cấu trúc ở phía đó. Các không gian thể thao bên trong sân vận động bao gồm 3 khán đài hai vòng đồng nhất và khán đài chính một tầng chỉ phục vụ khán đài VIP.

### Phá hủy và xây dựng

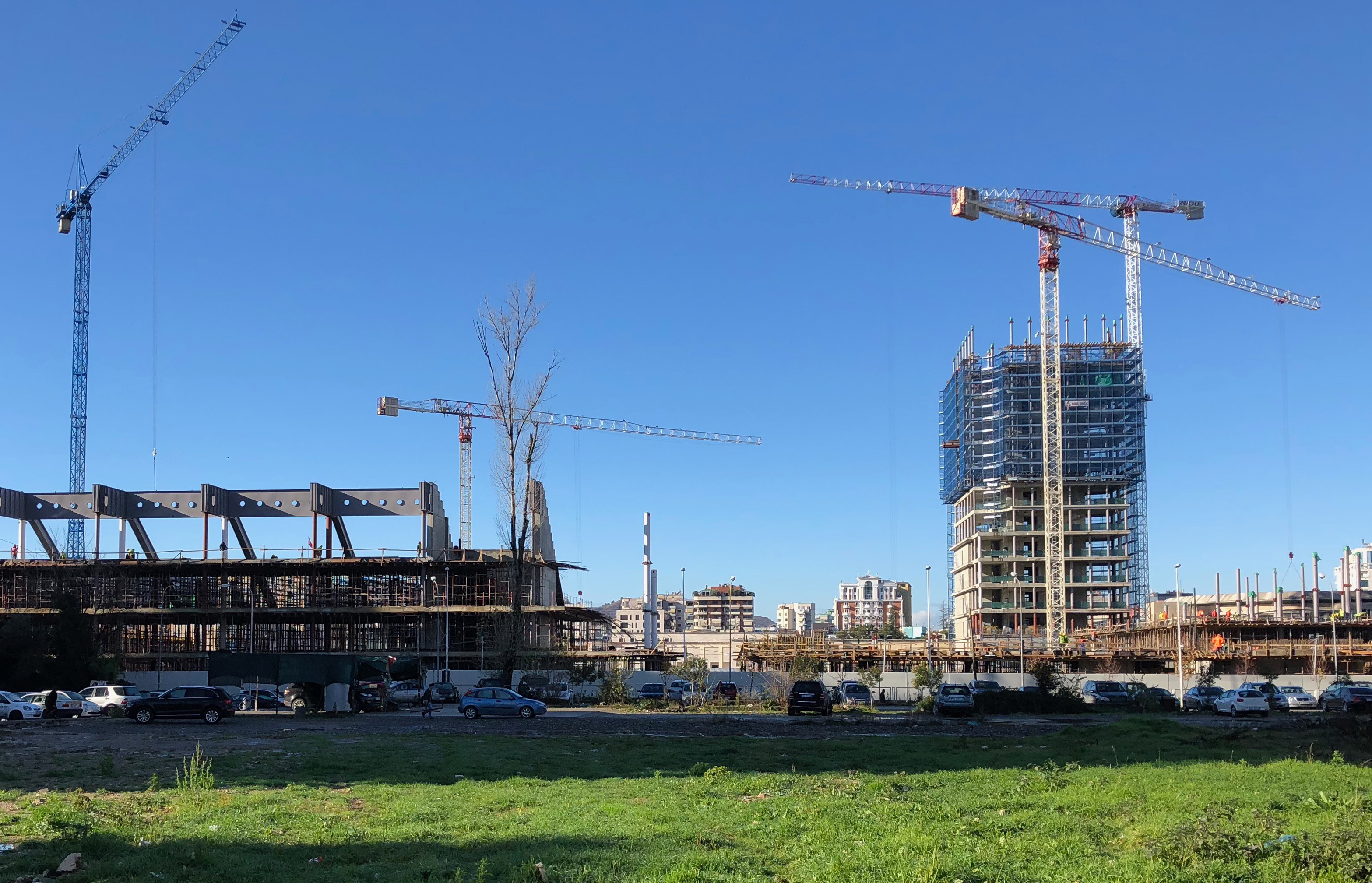
Sân vận động Air Albania trong quá trình xây dựng

Vào ngày 21 tháng 4 năm 2016, dự án đã chính thức được trình bày bởi Chủ tịch FSHF Armand Duka, cùng với Thủ tướng Edi Rama. Ở giai đoạn thiết kế và trong quá trình trình bày, dự án được đổi tên thành "Arena Kombëtare" (tiếng Việt: Đấu trường quốc gia), do đó trở thành tên thông dụng và được sử dụng rộng rãi trong suốt quá trình xây dựng. Chi phí sơ bộ của việc xây dựng ban đầu được cho là khoảng 50 triệu euro nhưng sau đó đã tăng lên 60 triệu, và theo nhận xét từ các quan chức FSHF, chi phí cuối cùng vượt quá 75 triệu euro.
Hợp đồng được ký kết quy định rằng phần lớn chi phí xây dựng sẽ do công ty tư nhân tự thực hiện, khoảng 40 triệu euro, và khoản chênh lệch 10 triệu euro sẽ được chi trả bởi chương trình hỗ trợ HatTrick của UEFA. Ngoài ra, bất kỳ sự gia tăng chi phí nào trong quá trình xây dựng cũng sẽ do công ty thực hiện. Mặc dù công ty sẽ được thưởng bằng quyền sở hữu tất cả các bộ phận phi thể thao và tòa tháp sẽ được xây dựng đồng thời trên một góc của cấu trúc, cũng như miễn thuế VAT cho công ty đối với bất kỳ công việc nào được thực hiện liên quan đến dự án.
Mặt khác, bất kỳ chi phí nào khác cho mọi thứ không gian thể thao hoặc không gian liên quan đến trận đấu sẽ do chính liên đoàn thực hiện với sự hợp tác của chính phủ. FSHF sẽ chi trả cho thiết kế nội thất của các không gian thể thao, chẳng hạn như phòng thay đồ, phòng họp, v.v. Ngoài ra, cỏ tự nhiên cho sân cỏ, tất cả các ghế ngồi, đèn pha LED, cũng như một màn hình lớn cũng bằng LED được lắp đặt trên mái che của khán đài chính.
Vào ngày 9 tháng 6 năm 2016, việc phá dỡ Sân vận động Quốc gia Qemal Stafa đã chính thức bắt đầu. Một sân vận động mới, Arena Kombëtare, sẽ được xây dựng tại vị trí của nó, sẽ đóng vai trò là sân nhà mới của đội tuyển bóng đá quốc gia Albania. Sân vận động sẽ có sức chứa 22.500 chỗ ngồi, nhưng cơ sở vật chất được dự kiến là đa chức năng. Đồng thời với việc phá dỡ, bắt đầu tháo đá cầu thang hoành tráng do Gherardo Bosio xây dựng vào năm 1939, được coi là Tượng đài Văn hóa và một phần di sản văn hóa của thủ đô. Nó sẽ được bảo tồn và sau đó được tích hợp bằng cách lắp ráp lại ở cùng một vị trí vào sân vận động mới, nơi nó sẽ phục vụ cùng chức năng như lối vào chính của sân vận động như nó đã có từ khi xây dựng.
Ban đầu người ta nói rằng ít nhất các khu thể thao của sân vận động sẽ được hoàn thành trong vòng hai năm kể từ khi bắt đầu xây dựng, nếu không sẽ có hình phạt cho công ty. Nhưng kể từ khi công trình bắt đầu có vấn đề với hệ thống thoát nước thải của thủ đô chảy qua ngay dưới sân vận động cũ, khiến công việc bị đình trệ cho đến khi tìm được giải pháp với sự hợp tác của Thành phố. Sau đó, có một số lần hoãn khác khiến sân vận động cuối cùng cũng đóng cửa vào ngày 10 tháng 11 năm 2019, để chờ đợi trận đấu thử nghiệm lần đầu tiên giữa các đội bóng đá nữ của KF Vllaznia và KF Apolonia.

### Khánh thành

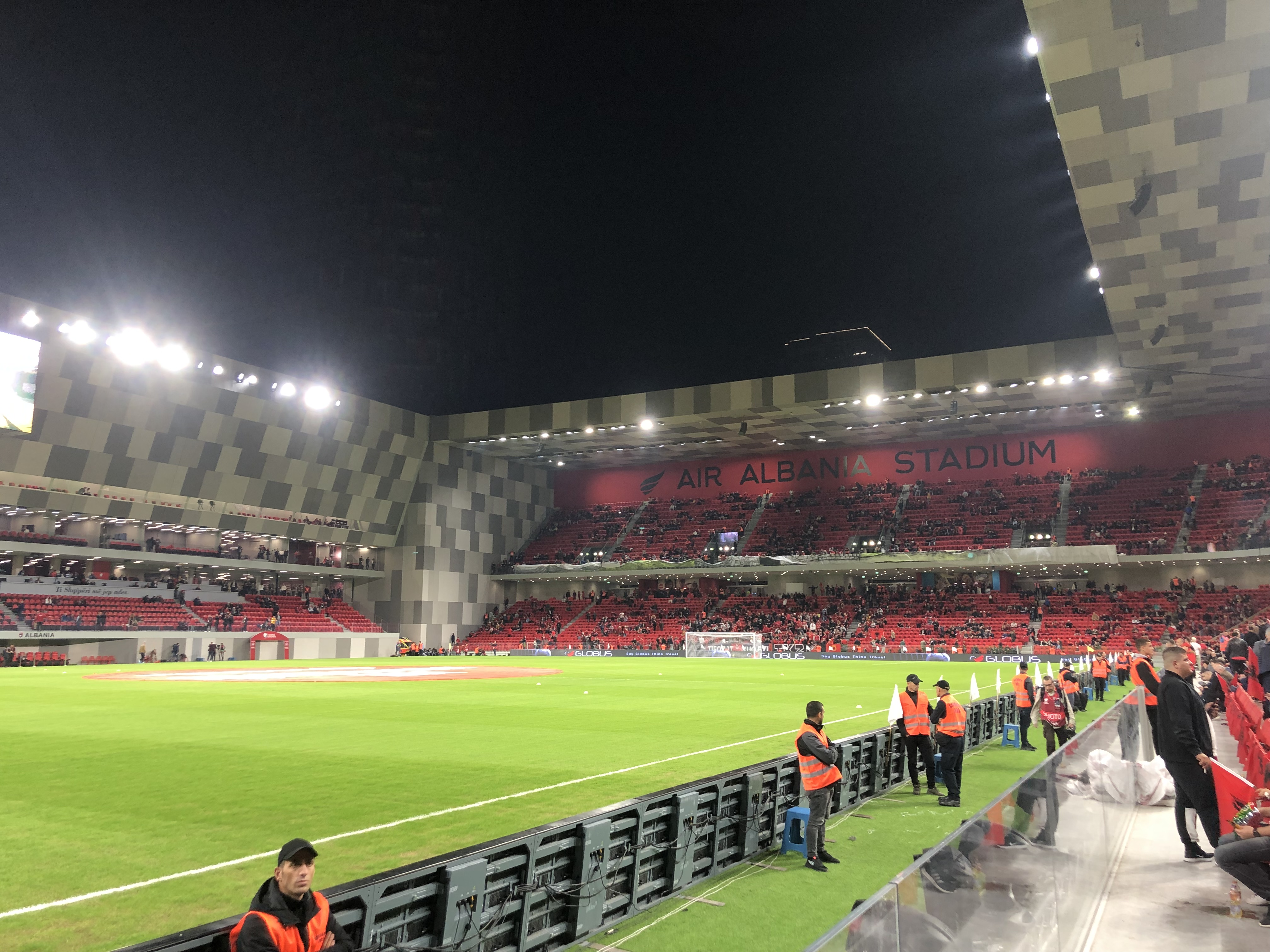
Sân vận động Air Albania trong trận đấu khánh thành giữa Albania và Pháp

Ban đầu, FSHF thông báo rằng sân vận động rất có thể sẽ được khánh thành vào ngày 11 tháng 6 năm 2019 nhưng phải được các quan chức UEFA kiểm tra và kiểm tra trước. Tuy nhiên, kế hoạch cho lễ khánh thành đã bị hoãn lại do công việc bị đình trệ và mặt sân chỉ mới được lắp đặt. Trận đấu thử nghiệm đầu tiên ban đầu được ấn định thi đấu vào ngày 3 tháng 11, nhưng bị hoãn lại một tuần do mưa lớn. Trận đấu đầu tiên, trận đấu giữa KF Vllaznia và KF Apollonia diễn ra vào ngày 10 tháng 11, có sự tham dự của rất nhiều người hâm mộ và Vllaznia giành chiến thắng với tỉ số 2–0, với bàn thắng đầu tiên tại sân vận động do Arbiona Bajraktari ghi.
Arena Kombëtare, hiện nay dưới tên chính thức mới là Sân vận động Air Albania, chính thức được khánh thành vào ngày 17 tháng 11 năm 2019, 1274 ngày sau trận đấu cuối cùng tại sân vận động cũ. Trận đấu đầu tiên hợp lệ cho vòng loại Euro 2020 diễn ra lúc 20:45 giữa đội tuyển quốc gia Albania và Pháp, đội chủ nhà thua 0–2. Hơn 21.000 khán giả đã dự khán. Nhiều người nổi tiếng về thể thao, chính trị và nghệ thuật đã được mời đến buổi lễ, với Chủ tịch UEFA Aleksander Čeferin và Thủ tướng Albania Edi Rama cũng nằm trong số đó.

### Tên gọi
Kể từ năm 1946, thời điểm sân vận động hoàn thành, được đặt tên là Sân vận động Qemal Stafa để vinh danh Qemal Stafa, một anh hùng trong Chiến tranh thế giới thứ hai và là người sáng lập Đảng Cộng sản nắm quyền sau chiến tranh. Sân vận động cũ giữ tên này cho đến ngày 9 tháng 6 năm 2016, ngày mà việc phá dỡ chính thức bắt đầu.
Trong một buổi lễ được tổ chức để trình bày dự án chiến thắng và ký kết thỏa thuận xây dựng sân vận động mới, Thủ tướng Albania Edi Rama đã gọi sân vận động mới với tên là Arena Kombëtare. Điều này đã làm cho sân vận động được biết đến rộng rãi và được gọi là "Arena Kombëtare" từ ngày công trình bắt đầu cho đến một vài tuần trước khi công trình hoàn thành. Tuy nhiên, nhiều tranh cãi đã nổ ra trong quá trình xây dựng liệu sân vận động có nên giữ lại tên cũ "Qemal Stafa", tên mới "Arena Kombëtare" hay nên được đổi tên để vinh danh một cầu thủ bóng đá Albania nổi bật để tôn vinh anh cũng như lịch sử của môn thể thao này trong nước. Nhân vật được thảo luận nhiều nhất là Panajot Pano, cựu tiền đạo của KF Partizani, một trong những đội bóng của thủ đô, đồng thời là cầu thủ của đội tuyển quốc gia. Tên tuổi của anh được tôn trọng rộng rãi và được coi là một trong những cầu thủ vĩ đại nhất mà đất nước từng biết đến.
Tuy nhiên, cho đến khi kết thúc công việc, FSHF ám chỉ rằng sân vận động có thể được đặt theo tên một công ty tư nhân vì lý do tài trợ. Theo liên đoàn, một sân vận động như vậy sẽ yêu cầu kinh phí liên tục do bảo trì và điều này đòi hỏi phải tận dụng mọi cơ hội tài trợ.
Điều này dẫn đến việc mở thầu vào ngày 8 tháng 8 năm 2019, chỉ vài tháng trước khi khánh thành, cho tên sân vận động mới. Một số công ty trong và ngoài nước quan tâm đến cuộc cạnh tranh, bao gồm các công ty dầu khí, viễn thông, bảo hiểm và hàng không. Vào ngày 15 tháng 11 năm 2019, Kuq e Zi Sh.A đã đưa ra thông cáo báo chí thông báo rằng hai công ty Bolv Oil và Air Albania đã đi vào giai đoạn đàm phán cuối cùng. Với việc Air Albania được công bố là người chiến thắng với giá thầu thuận lợi nhất.
Thỏa thuận quy định trong vòng 5 năm tới kể từ ngày ký, tên sân vận động mới sẽ là "Sân vận động Air Albania". Người ta cũng quyết định rằng mỗi khán đài sẽ có tên riêng.
- Khán đài chính được đặt tên - Khán đài Qemal Stafa, để vinh danh người anh hùng cũng như sân vận động đã bị phá hủy ở cùng địa điểm.
- Khán đài phía Đông được đặt tên - Khán đài Panajot Pano, để vinh danh cựu cầu thủ KF Partizani.
- Khán đài phía Bắc được đặt tên - Khán đài Fatmir Frashëri, để vinh danh cựu cầu thủ KF Tirana.
- Khán đài phía Nam được đặt tên - Khán đài Vasillaq Zëri, để vinh danh cựu cầu thủ FK Dinamo.

## Cấu trúc và cơ sở vật chất

### Khách sạn Tirana Marriott và Trung tâm Arena
Sân vận động nằm gần trung tâm thủ đô Tirana. Công trình được xây dựng bên cạnh sân vận động sẽ là khách sạn Tirana Marriott. Dự án bao gồm một bảo tàng lịch sử, các phòng thay đồ và các tiện nghi khác như nhà ăn, phòng vệ sinh bao gồm lối vào cho người khuyết tật, khu vực báo chí, trung tâm hội nghị, phòng trưng bày cúp, v.v.
Không có chỗ cho đường chạy điền kinh vì vậy sức chứa sẽ tăng lên hơn 22.000 chỗ ngồi, tất cả đều được che phủ. Tổng thể dự án là một phần của Trung tâm mua sắm Arena cùng với tòa tháp cao 112 mét, khách sạn 80 phòng và 256 chỗ đậu xe ngầm. Tất cả các cơ sở vật chất của sân vận động sẽ được ẩn sau một bộ rèm độc đáo trong màu cờ quốc gia Albania.

### Trung tâm TUMO Tirana
Vào tháng 10 năm 2020, Thành phố Tirana cùng với Quỹ Phát triển Người Mỹ gốc Albania (AADF) đã quyết định tạm thời mở Trung tâm TUMO trên không gian bên trong Arena Kombëtare. Trung tâm cung cấp cho thanh thiếu niên từ 12–18 tuổi các chương trình giáo dục ngoại khóa, sáng tạo trong thiết kế và công nghệ, cung cấp cho thanh thiếu niên không gian và thiết bị để nâng cao trình độ học vấn đồng thời phát triển các kỹ năng kỹ thuật. Vị trí ban đầu của TUMO Tirana là Kim tự tháp Tirana được lên kế hoạch xây dựng lại và trả lại trụ sở của trung tâm giảng dạy này.